# Міжнародний легіон при ГУР МО України
Міжнародний легіон при ГУР МО України – окремий спецпідрозділ Інтернаціонального легіону оборони України.
Міжнародний легіон — підрозділ, підпорядкований Головному управлінню розвідки Міністерства оборони України.
Легіон діє окремо від Українського Іноземного Легіону.[прояснити]
Підрозділ почав виконувати бойові завдання в березні 2022 року.

## Завдання підрозділу
Призначення Легіону, полягає у виконанні бойових завдань у повітрі, на землі та під водою.
Легіон ГУР діє окремо від Українського Іноземного Легіону, під іншою командною структурою, з іншими техніками, тактиками та процедурами.
Як офіційний військовий підрозділ, Легіон ГУР пов’язаний та зобов’язується дотримуватись найвищих стандартів вимог Конституції України, Наставників Збройних Сил України та будь-яких міжнародних законів, підписаних Україною.

## Склад легіону
До складу Легіону входять бійці, які мають високий рівень професіоналізму, попередній військовий досвід, демонструють високу моральну та стресостійкість, цілеспрямовані, надійні та відповідальні, готові виконувати завдання в екстремальних умовах, мають високу фізичну витривалість, є хорошими командними гравцями.
До пріоритетних якостей бійців підрозділу керівництво відносить: професіоналізм, товариськість, надійність, відповідальність, совісність, чесність, ініціативність, самовдосконалення.
Станом на 7 березня 2022 року стати до лав Легіону виявили бажання добровольці та ветерани з 52 країн світу, загальною чисельністю понад 20 тисяч осіб. Це переважно досвідчені бійці, які брали участь у багатьох миротворчих кампаніях в різних куточках світу.
Зокрема, відомо про бійців з Польщі, Шотландії, Греції, Бразилії, Колумбії, США, Сакартвело, Норвегії,Австралії та Нової Зеландії.
За даними джерел Kyiv Independent серед солдатів, у найсильнішому стані цей підрозділ нараховував до 500 осіб і складав приблизно третину Інтернаціонального легіону.

## Структура
- Група розвідки «GrecCompany»[6]
- Тактична група «Афіна»[7]
- Медична служба «Snake»[8]
- Загін активних дій[9]
- Загін "Delta Knights"[4]

## Керівництво підрозділу
До керівників Легіону сьогодні відносять майора Вадима Попика, майора Тараса Вашука.

## Відомі представники
- Сібрук Мюррей Джордж[11]

## Умови співпраці
- Офіційне працевлаштування.

Добровольці стають військовослужбовцем Збройних Сил України та укладає контракт.
У порядку, встановленому законодавством України, кожен військовослужбовець отримує оплату після його офіційного зарахування до підрозділу.
В межах цього пункту необхідно надати особисті дані та пройти перевірку репутації.
- Обмеження щодо участі.

Приєднатися може лише фізична особа віком від 18 до 60 років, якщо вона відповідає спеціальним вимогам.
Легіон приймає на роботу лише тих, хто не має судимостей і не був засуджений за злочини; тих, хто не перебуває в міжнародному розшуку; тих, хто не є членами будь-яких міжнародних або урядових розвідувальних агенцій; тих, хто не співпрацює з російськими чи дружніми до Росії організаціями, урядами чи окремими особами.
- Матеріальна підтримка.

Бійці підрозділу отримують все завдяки регламентованим стандартам постачання. Зброя та боєприпаси відповідають стандартам НАТО.

## Участь в бойових діях
В листопаді 2022 року бійці Легіону брали участь в деокупації Херсонщини.
Відомо також про виконання завдань біля Сєвєродонецька, Лисичанська, Миколаєва та Запоріжжя.
В жовтні 2024 підрозділ був задіяний у спецоперації в ході боїв на півночі Харківської області 